# 김렛 (칵테일)
김렛(Gimlet, /ˈɡˈmlət/)은 진 (술)과 라임 코디얼로 만든 칵테일이다. 1928년 이 음료에 대한 설명은 "gin, and a spot of lime"로 기술되었다. 1953년 레이먼드 챈들러의 소설 기나긴 이별(The Long Goodbye)의 설명에서는 "진짜 김렛은 진 반과 로즈 라임 주스 반이고 그 외에는 아무것도 없다."라고 명시했다. 이는 진 1/2, 라임 쥬스 1/2을 명시한 사보이 칵테일 북(The Savoy Cocktail Book, 1930)에서 제시한 비율과 일치한다. 그러나 현대의 맛은 덜 달콤하며 일반적으로 라임 코디얼 1부분에 진 4부분을 제공한다.
칵테일 이름의 유래에 대해 논란이 있다. 작은 구멍을 뚫는 도구(술꾼에게 "피어싱" 효과를 암시함) 또는 진에 처음으로 라임 코디얼을 첨가했다고 전해지는 외과의사 토마스 김레트(Thomas Gimlette)경(1857~1943)의 이름을 따서 명명되었을 수 있다. 장거리 항해에서 괴혈병으로 인한 피해를 막는 데 도움이 된다.